# R504 (route russe)
La route fédérale R-504 « Kolyma » (en russe : Федеральная автомобильная дорога Р504 «Колыма́») ou « Route des os » (en russe : Дорога на костях) (autrefois dénommée Route magistrale ) est une route de Russie orientale qui relie Magadan à Nijni Bestiakh (Ville en face d'Iakoutsk sur les rives de la Léna). Elle est longue de 1 961 km en février 2022. Cette zone est extrêmement froide en période hivernale. Deux villes que traverse la route, Tomtor et Oïmiakon, revendiquent être l'endroit habité le plus froid sur terre avec des températures voisines de −70 °C. Sur les plateaux environnants, la température avoisine les −80 °C.
La Route des os, comme elle est appelée, est une relique des camps de travail du goulag. Il y a près de 90 ans, des prisonniers venus de toute la Russie subirent les grandes purges après des simulacres de procès. Les prisonniers durent travailler par des températures extrêmes pour construire la route, aux travers des marais infestés d'insectes l'été et des champs de glace l'hiver. Elle doit son surnom glaçant aux corps des prisonniers, enterrés à même la chaussée, les corps ne pouvant pas se décomposer à de telles températures. Une fois terminée, elle déversa des dizaines de milliers de prisonniers, parmi lesquels Varlam Chalamov ou Sergueï Korolev, vers les camps et mines d'or de la Kolyma.
La route est dans un état délabré et n'est pas utilisable par des véhicules aux normes classiques, à cause des ponts emportés et des portions de route endommagées par les glissements de terrain. Cependant durant l'hiver, la glace permet de traverser les rivières. Après la chute de l'Union des républiques socialistes soviétiques, parcourir cette route est devenu un défi pour aventuriers motorisés. Toutefois en 2019, la route a subi de lourds travaux, qui ont permis de la rendre de nouveau accessible aux véhicules normaux. Ceci a été réalisé dans l'optique d'une augmentation de trafic due à l'ouverture progressive de la route d'Anadyr.
La R504 Kolyma, tenant son nom de la région, traverse des espaces parmi les plus isolés et inhospitaliers de Russie. Couverts de taïga et de neige, le paysage aride est parsemé sur ses alentours de poteaux en bois, cabanes et parfois de villages. Mais la plupart des localités desservies par la route sont inhabités, et les quelques-unes qui survivent subissent un exode important. La fréquentation de la route est bien faible, mais son importance est cruciale pour les habitants des localités sur la route, qui appelle eux la R504 la « Route de la vie ».

## Toponymie
La route se nomme officiellement la R504, suivi de « Kolyma », le nom de la région qui a donné son nom à la route,.
Le surnom de « Route des os » vient de l'époque stalinienne quand les prisonniers du Goulag construisirent la route dans des conditions extrêmes, avec des températures atteignant les −70 °C. D'autres furent quant-à-eux tués pour ne pas avoir assez travaillé. Beaucoup de morts furent enterrés par les autres prisonniers sous ou bien autour de la route, les prisonniers pensant qu'il était plus facile de les enterrer dans le pergélisol que de creuser des tombes. Il était aussi plus facile de les enterrer directement sous la route qu'ils essayaient de construire,,.
La route aurait coûté un mort pour chaque mètre construit,. En tout, plus de 250 000 personnes seraient mortes pendant sa construction, et plus d'un million aurait travaillé sur cette route.
La route est traitée comme un mémorial car les prisonniers furent enterrés sous ou autour de la route,.

## Histoire

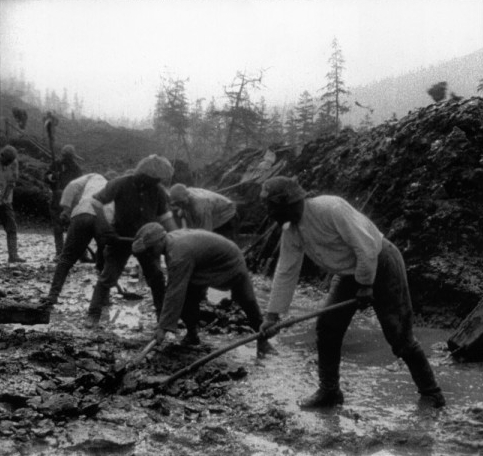
Construction de la route

Elle fut construite sous Staline sous la direction du Dalstroï. La première partie fut construite par les prisonniers du camp de travail de Sevvostlag en 1932. Les travaux furent poursuivis par les prisonniers des camps du Goulag voisins jusqu'en 1953.
Le but de la route a été de pouvoir amener les prisonniers vers les camps du Goulag, ainsi que de pouvoir transporter les ressources de la région, dont l'or et l'argent.
L'itinéraire manque d'un ouvrage au niveau de la rivière Aldan, en Yakoutie, où il est pour l'instant nécessaire d'utiliser un traversier. Cependant, un pont devant être construit pour 2025 a été annoncé.
En 2022, alors que la grande majorité de la route n'est toujours pas asphaltée, 5,3 milliards de roubles qui auraient dû être alloués pour le revêtement en asphalte ou en béton de la route ont été annulés à cause des financements se dirigeant vers l'invasion de l'Ukraine.

## Itinéraire
Itinéraire de la route :

### République de Sakha
Oulous de Méguino-Kangalass
 Échangeur entre  et 
- Nijni Bestiakh (km 0)Route en sortant de Nijni Bestiakh

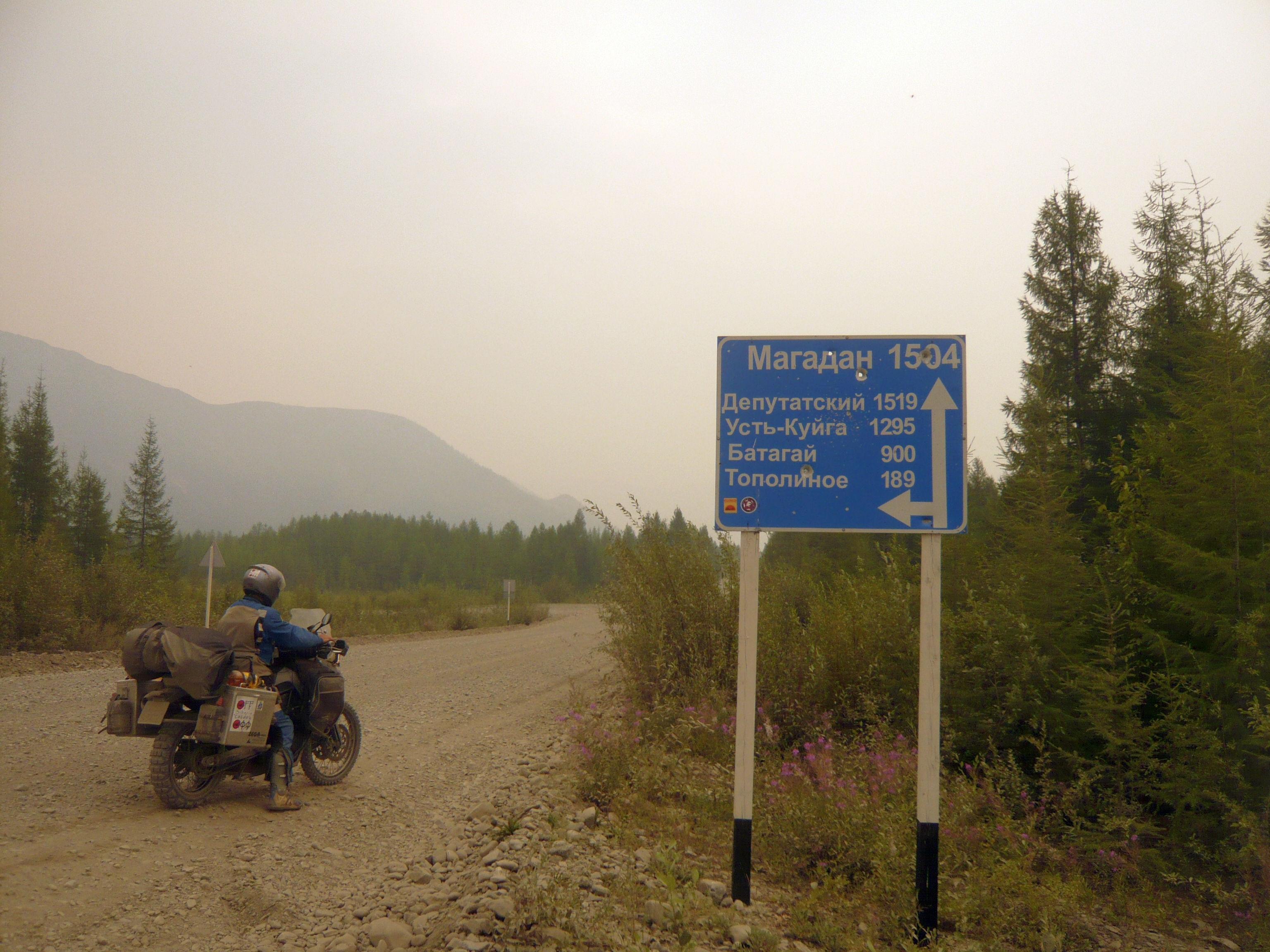
Croisement avec la route allant vers Batagaï et Deputatsky. (

- Tiungiuliu (km 55)
- Nuoragana (km 76)

Oulous de Tchourapcha
- Maralaiy (km 128)

- Tchourapcha (km 158)
- Kharbala 1er (km 165)

Oulous de Tattinsk
- Kyiy (km 195)
- Tcherkiokh (km 205)
- Ytyk-Kiouiol (km 235)

Oulous de Tompo
- Aldan (km 348)
- Keskil (km 357)
- Khandyga (km 385)

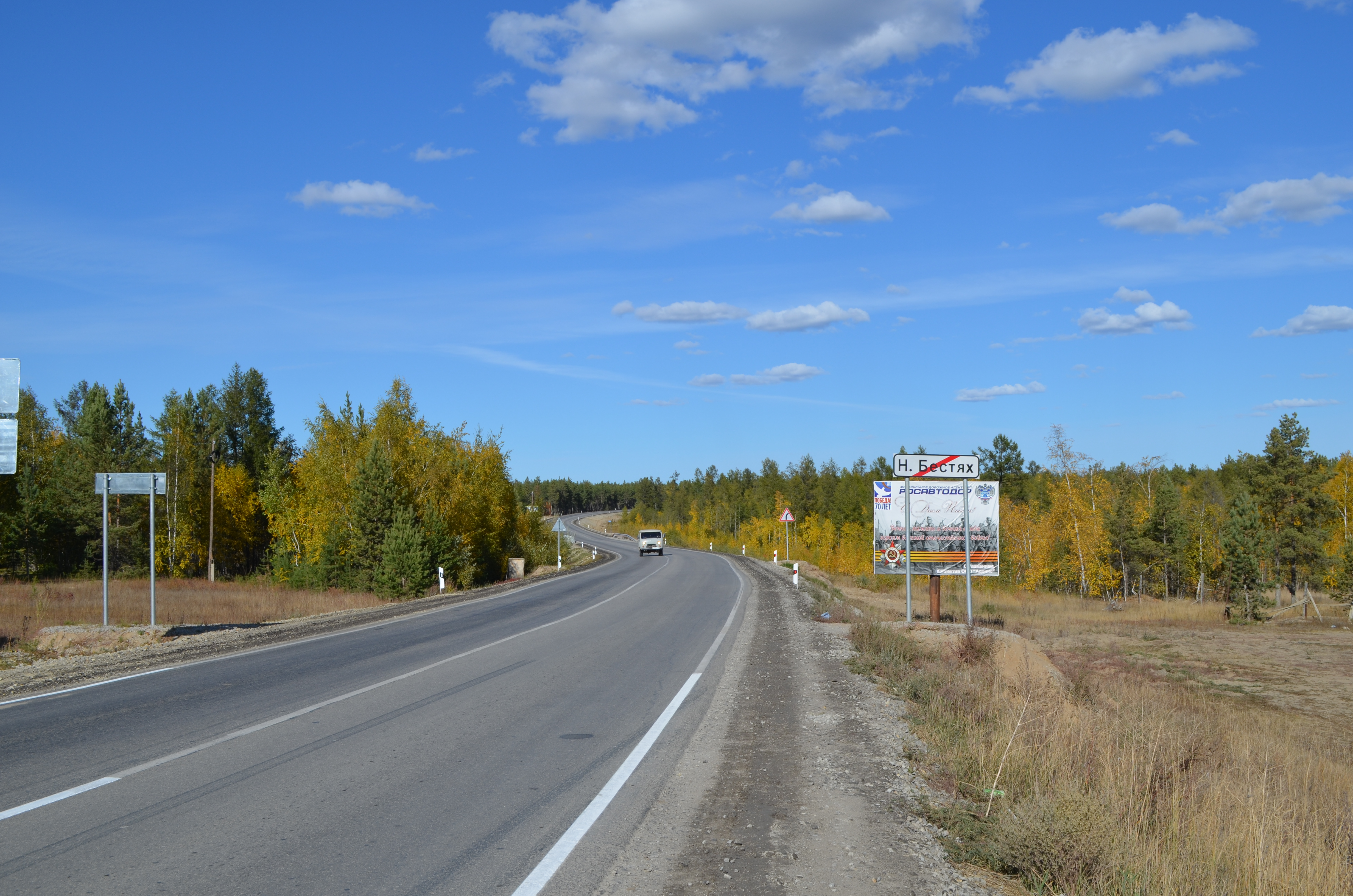
Route en sortant de Nijni Bestiakh

- Teply Klyoutch (km 459)Croisement avec la route allant vers Batagaï et Deputatsky. (98K-007
- Razvilka (km 537)

Oulous d'Oïmiakon
- Kyubeme (km 706)
- Indiguirka (km 942)
- Oust-Nera (km 948)
- Artik (km 1078)

### Oblast de Magadan

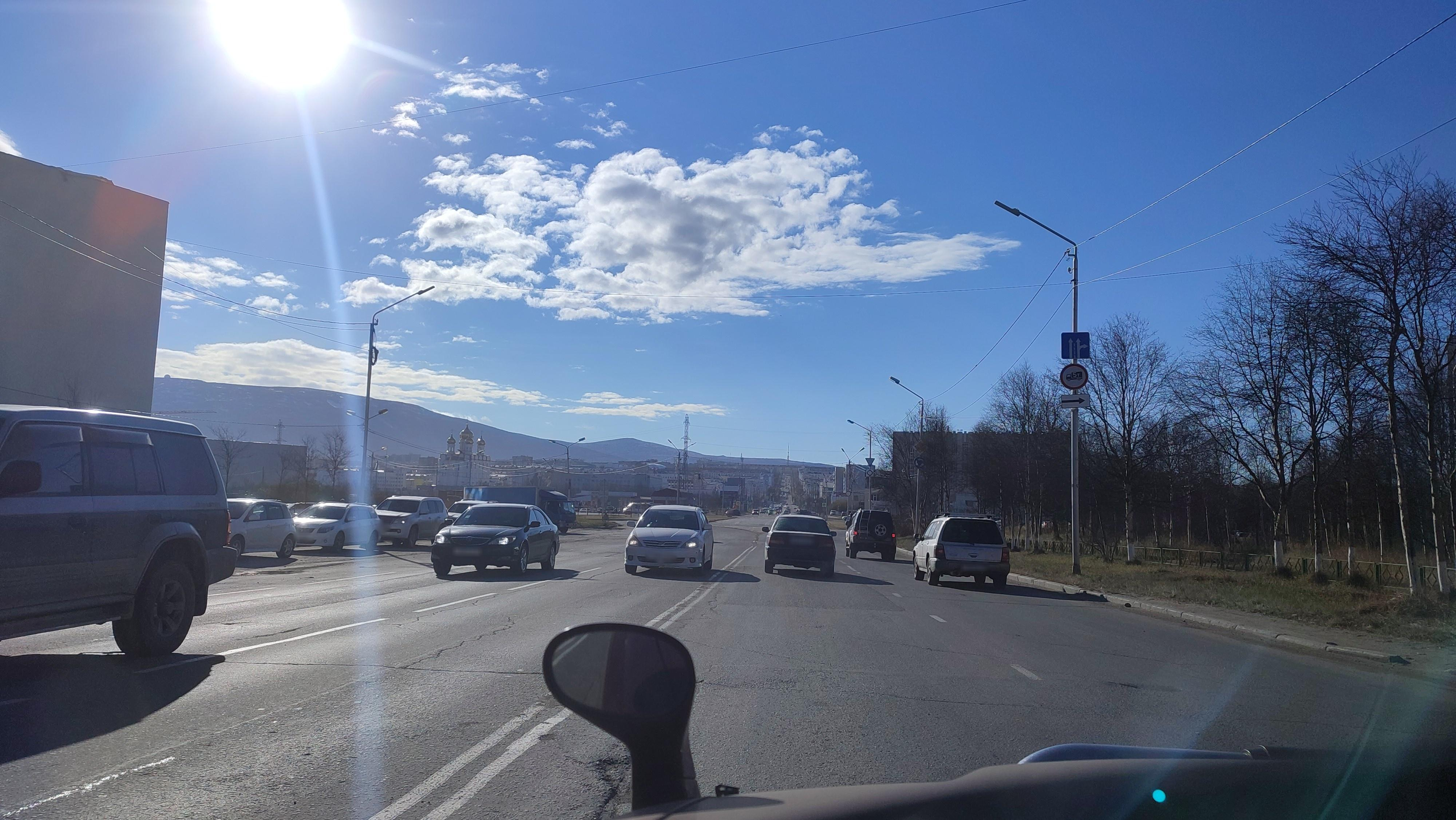
R504 arrivant à Magadan.

Raïon de Soussouman
- Kadyktchan (km 1248)
  -  Sortie vers la route de Tomtor (vers Omïakon)
- Sortie vers route d'Omtchak, direction Oust-Oumtchoug à 283 km et Magadan à 548 km via la 44H-4 (km 1294)
- Kholodny (km 1322)
- Bereliokh (km 1336)
- Soussouman (km 1337)

Raïon de Iagodnoïe
- Bourkhala (km 1408)
- Iagodnoïe (km 1442)
- Debine (km 1516)
  -  Sortie vers Sinégorié à 33 km
- Kolyma  (km 1517)Ancien pont sur la Kolyma avant son démantèlement
- Spornoïe (km 1537)
- Orotoukan km 1572)

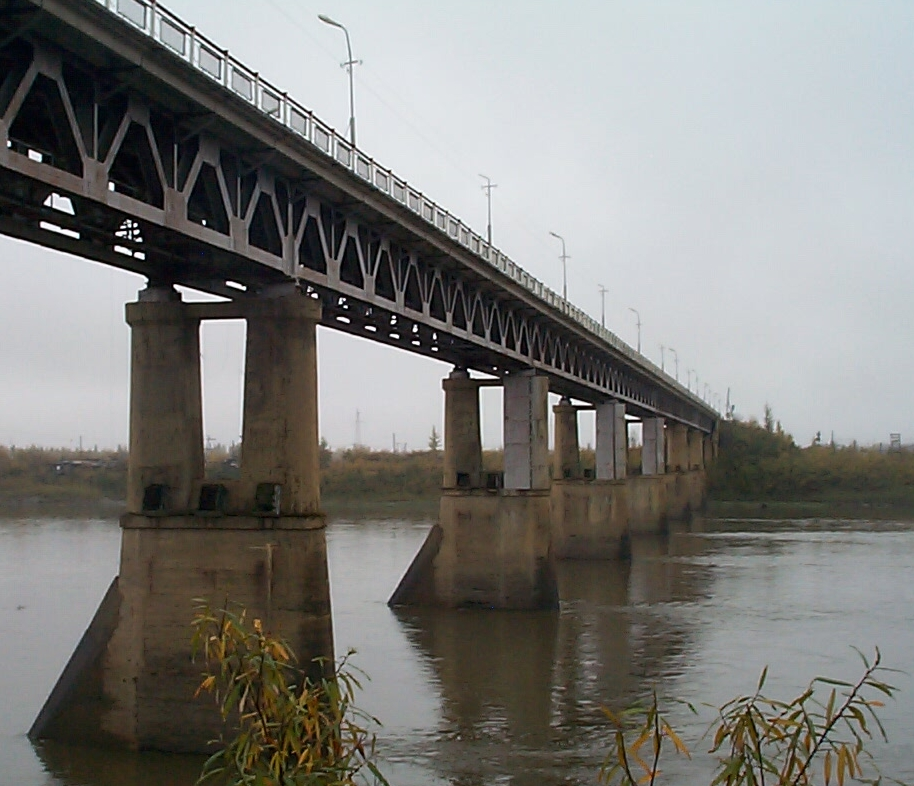
Ancien pont sur la Kolyma avant son démantèlement

- Sortie vers Seïmtchan à 109 km via la 44H-14(km 1577)
- Gorni (km 1582)

Raïon de la Khassyne
- Sortie vers route d'Anadyr (44H-3), Omsouktchan à 260 km (km 1650)
- Atka (km 1764)
- Karamken (km 1866)
- Sortie vers Oust-Oumtchoug à 181 km via la  44H-4 (km 1879)

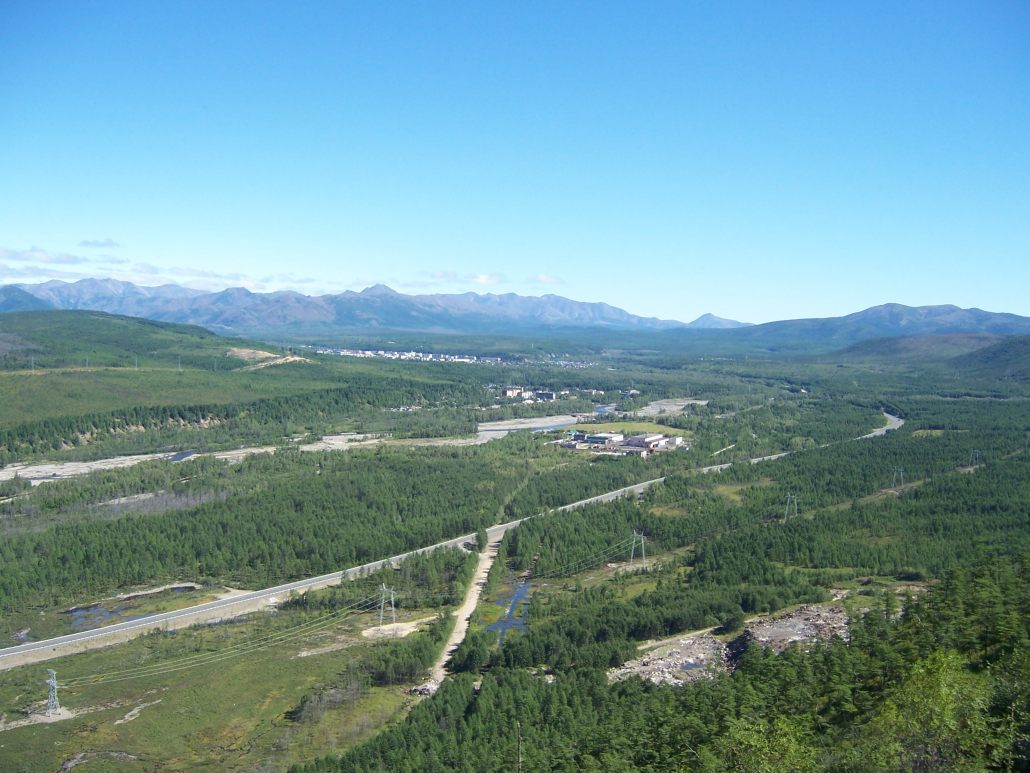
Vue depuis une colline de la route dans la vallée de la Khasyn avec Palatka en arrière-plan.

- Vue depuis une colline de la route dans la vallée de la Khasyn avec Palatka en arrière-plan.Palatka (km 1881)

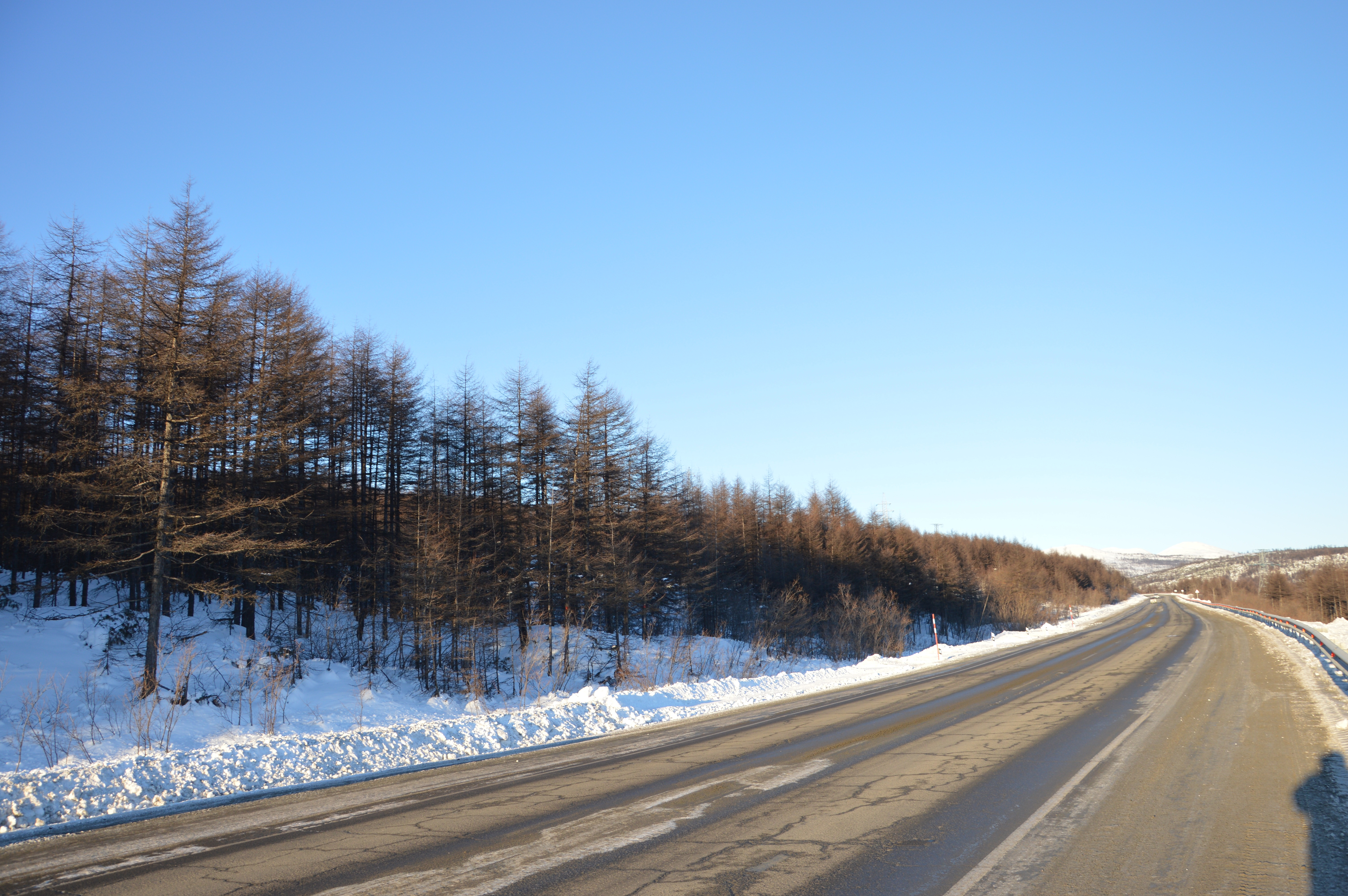
Route près de Magadan

Okroug urbain de Magadan
- Sokol (km 1913)
- Ouptar (km 1919)
- Échangeur entre  et Р481 vers Arman à 55 km et Balagannoïe à 120 km ainsi que Р482vers Ola à 24 km (km 1951)Route près de Magadan
- R504 arrivant à Magadan.Magadan (km 1961)

### Note
1. ↑  La route étant constamment en reconstruction, les kilomètres entre les villages changent chaque année. Distances calculées via Google Maps.

### Littérature
- Récits de la Kolyma, Varlam Chalamov, 1978, nouvelle édition intégrale, traduit par Catherine Fournier, Sophie Benech et Luba Jurgenson, révisée par Anne Coldefy-Faucard, préface de Luba Jurgenson, postface de Michel Heller, Lagrasse, Éditions Verdier, 2003, 1515 p.  (ISBN 978-2-86432-352-5)